# サン＝ヴォリー
サン＝ヴォリー （Saint-Vaury、オック語マルシュ方言:Sant Vauric）は、フランス、ヌーヴェル＝アキテーヌ地域圏、クルーズ県のコミューン。

## 由来
Vauryとは、ゲルマン語の男性名Walaricusから生じたValeryの別の名称である。7世紀のキリスト教の隠者ヴァレリック（fr）も同じ語源である。この名はしばしば不適切に最後のスペルを強調してヴァレリー（Valéry）と発音される。女性名のヴァレリー（Valérie、ラテン語の女性名Valeriaおよび男性名のValeriusから派生）との類推がなされるためである。

## 人口統計
| 1962年 | 1968年 | 1975年 | 1982年 | 1990年 | 1999年 | 2006年 | 2015年 |
| ------ | ------ | ------ | ------ | ------ | ------ | ------ | ------ |
| 1970   | 2359   | 2322   | 2265   | 2059   | 1829   | 1825   | 1778   |

参照元:1962年から1999年までは複数コミューンに住所登録をする者の重複分を除いたもの。それ以降は当該コミューンの人口統計によるもの。1999年までEHESS/Cassini、2006年以降INSEE

## 史跡
- サン・ジュリアン・ド・ブリウド教会 - 建物の最古の部分は11世紀後半のもの。西側のファサードは17世紀に再建。歴史的記念物[4]

## 参照
1. ↑  http://cassini.ehess.fr/cassini/fr/html/fiche.php?select_resultat=34904
2. ↑  https://www.insee.fr/fr/statistiques/3293086?geo=COM-23247
3. ↑  http://www.insee.fr
4. ↑  http://www.culture.gouv.fr/public/mistral/merimee_fr?ACTION=CHERCHER&FIELD_1=REF&VALUE_1=PA23000013